# مصباح الكيروسين
مصباح الكيروسين أو مصباح زيت الكاز هو نوع من أجهزة الإضاءة يستخدم الكيروسين (النفط أو البرافين) كوقود. لدى مصابيح الكيروسين فتيلة أو غطاء تحترق لتعطي الضوء، محمية بزجاجة القنديل أو كرة. تستخدم هذه المصابيح وهي على الطاولة أو تحمل باليدين كمشكاة وذلك للإضاءة المحمولة. مصباح الكيروسين مفيد جدا للإضاءة عند انقطاع الكهرباء مثل المصابيح الزيتية، في المناطق النائية أو غير متصلة بالشبكة الكهربائية أو أثناء انقطاع الطاقة في المخيمات أو القوارب. هناك ثلاث أنواع من مصباح الكيروسين، الفتيلة المسطحة، والفتيلة الأنبوبية المدورة، ولمبة العباءة. يستعمل مصباح الكيروسين المخصص للاستخدام المحمول الفتيلة المسطحة وتكون ذات لهب خامل واشتعال قوي أو ضعيف حسب نوع المصباح.

فانوس أو مصباح يعمل على احتراق زيت النفط

أول من شرح استعمال المصابيح البسيطة مع الزيوت المعدنية الخام كان أبو بكر الرازي في القرن التاسع في بغداد.
تستهلك مصابيح الكيروسين حوالي 77 بليون لتر من الوقود سنويا يساوي استهلاك 1.3 مليون برميل من النفط يوميا، قارنه مع استهلاك الطيران الأمريكي للوقود الذي يستهلك 76 بليون لتر سنويا.

## مصباح الفتيلة المسطحة
يعتبر مصباح الفتيلة المسحطة ذو مبدأ بسيط، حيث يحرق الكيروسين الفتيلة حسب االخاصية الشعرية. إذا انكسرا هذا النوع من المصابيح فإنه يحدث حريقا بسهولة. يملك مصباح الفتيلة المسطحة خزان وقود موصول بالحراق.

## مصباح السحب المركزي (فتيلة أنبوبية مدورة)

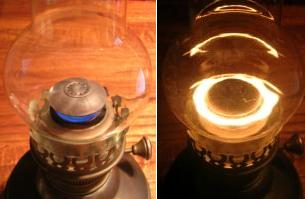
مصباح السحب المركزي

يعمل مصباح السحب المركزي بنفس طريقة مصباح الفتيلة المسطحة. يزود الحراق بزجاجة القنديل بطول 12 إنش أو أكثر، لتؤمن سحب قوي للهواء في المصباحليحترق بشكل صحيح.يستخدم الحراق فتيلة، مصنوعة غالبا من القطن وهي فتيلة عريضة مسطحة تلف حول الأنبوب وتوضع بعدها درزة لتغلق الفتيلة بشكل كامل. تلصق الفتيلة الأنبوبية إلى حامل، والذي يشكل مثل منصب ذو أسنان يتصل مع دولاب يحرك الفتيلة إلى الأعلى والأسفل. تركب الفتيلة بين أنبوبين داخلي وخارجي، يوفر الداخلي السحب المركزي للهواء لنشر الشعلة. عندما يشتعل المصباح، يسحب أنبوب السحب المركزي الهواء وينشر الشعلة لتكون حلقة نار ونشر الضوء بشكل مستمر.

## مصباح العباءة

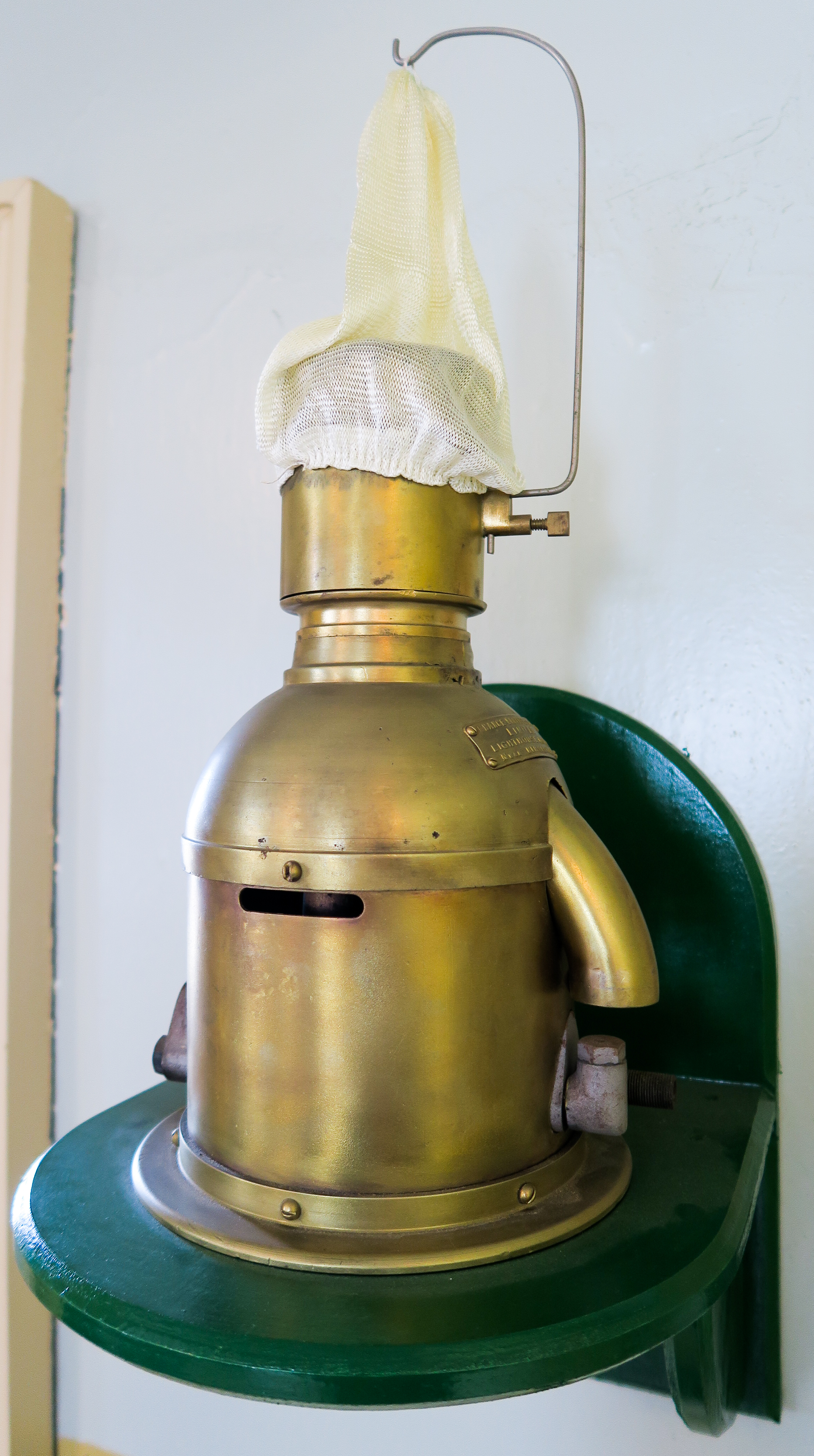
مصباح العباءة الذي يستخدم في المنارات.

يختلف مصباح السحب المركزي عن هذا المصباح بالعباءة. وتصنع العباءة من قماش شبكي شبيه بالأجاص يوضع فوق الحراق. تتكون العباءة من ثوريوم أو أحد الأملاح الأرضية النادرة، يتحرق القماش عند أول استخدام وتتحول العناصر الأرضية النادرة إلى أكسيد وتعطي بنية هشة تتوهج ناشرة الحرارة. يعطي مصباح العباءة ضوءا أكثر من مصباح الفتيلة المسطحة أو مصباح السحب المركزي، وينتج ضوء أبيض وحرارة أكبر من بقية المصابيح. تستهلك مصابيح العباءة وقود أكبر من مصباح الفتيلة المسطحة ولكن أبطئ من مصباح السحب المركزي حيث يعتمدون على شعلة صغيرة تسخن الفتيلة بدلا أن يكون الضوء كله من الشعلة نفسها.
تحتوي المصابيح العباءة المضغوطة مرجل غاز وتتطلب تسخين المرجل قبل الإشعال. تستخدم مضخة هواء لإيصال الوقود بضغط مناسب لمرجل الغاز.
تستخدم المصابيح العباءة الكبيرة المضغوطة في منارات لإرشاد السفن، لأنها تعطي إضاءة أكبر وباستهلاك أقل للوقود من المصابيح الزيتية المستخدمة سابقا.

## الأداء
تعطي مصابيح الفتيلة المسطحة أقل إضاءة بين الأنواع الثلاثة، لدى مصباح السحب المركزي إضاءة ب3-4 مرات من مصباح الفتيلة المسطحة والمصابيح المضغوطة لها إضاءة أكبر، يصل مدى الإضاءة 8 إلى 100 لومن. مصباح الكيروسين الذي يعطي 37 لومن ولمدة 4 ساعات باليوم ويستهلك حوالي 3 لترات كيروسين بالشهر.